# Eva (chanteuse française)
Pour les articles homonymes, voir Eva.
Ne doit pas être confondu avec Eva Green, ni avec la chanteuse allemande Eva.
Eva Garnier, dite Eva (stylisé EVA), anciennement Eva Queen, est une chanteuse française, née le 12 mars 2001 à Nice.
En juillet 2019, elle sort son premier album studio, intitulé Queen.

## Biographie

### Enfance
Eva Garnier nait dans une famille de musiciens. Dès l’âge de 3 ans, elle chante. À cinq ans, elle joue du piano et sa sœur Jazz est candidate de télé-réalité.

### Carrière

#### Mood(2018 - 2020)
Sous le pseudonyme Eva Queen, elle se lance dans la musique en octobre 2018 avec un premier single Mood. Le titre est certifié disque d'or en France. Puis son single On Fleek en duo avec Lartiste la popularise et le titre est également certifié disque d'or en France,, single de platine puis single de diamant.
En mars 2019, TF1 dévoile Eva dans son mood, une série sur le quotidien de la jeune chanteuse. La deuxième saison sort le 1er juillet 2019. En octobre 2020, Eva révèle lors d’une interview qu’il n’y aura pas de saison 3, expliquant que cette série ne lui correspond plus et qu’elle souhaite s’éloigner du milieu de la télévision[réf. nécessaire].
Le 5 juillet 2019, Eva Queen sort son premier album studio Queen. Celui-ci connaîtra un grand succès, il sera certifié double platine deux ans plus tard.

#### Feed(2020 - 2021)
Le 21 août 2020, Eva Queen dévoile son second album : Feed, avec les singles Chelou et Lingo. Ce dernier est composé d'un sample de la chanson Replay d'Iyaz. L’album est composé de quatorze titres.
Le 4 décembre 2020, Eva Queen sort une réédition de son album Feed avec deux titres supplémentaires : Cœur noir et Sentiments. Le titre Cœur noir connaîtra un grand succès, se plaçant dans le Top 3 du classement Snep durant trois mois. Le titre sera certifié single de diamant le 6 janvier 2022.
Le 6 novembre 2021, la chanteuse commence sa tournée par Amnéville . Eva se produit dans des Zéniths de France, jusqu’à clore sa tournée à Genève le 23 avril 2022[source secondaire nécessaire].

#### Happiness(2021)
Le 19 novembre 2021, Eva Queen révèle son troisième album : Happiness. Au lendemain de la sortie de son nouvel album, Eva est sacrée artiste féminine francophone de l’année aux NRJ Music Awards.
En 2022, elle participe comme candidate à la saison 12 de Danse avec les stars en duo avec le danseur professionnel Jordan Mouillerac.
En 2022, elle apparaît en tant que co-coach avec Louane dans le programme The Voice Kids.
Le 14 octobre 2022 elle sort un single : Amour Impur.
Le 28 septembre 2023 elle sort un single : Seum, dont la direction artistique est réalisée par le rappeur Damso.

#### Page blanche(2024)
Le 3 mai 2024, Eva sort son quatrième album : Page blanche et change de nom en passant de Eva Queen à simplement Eva.
Entre septembre et novembre 2024, Eva part en tournée de 12 dates en France. Dans un interview Clique TV sur YouTube, elle nous montre les coulisses du Page Blanche Tour, expliquant son souhait crucial de s'impliquer davantage dans la réalisation, notamment de la scénographie, par rapport à la précédente tournée.

## Discographie

### Album studio
| Titre                                                              | Détails de l'album                                                 | Meilleure position | Meilleure position | Meilleure position | Ventes                              | Certifications |
| Titre                                                              | Détails de l'album                                                 | FR                 | WA                 | CH                 | Ventes                              | Certifications |
| ------------------------------------------------------------------ | ------------------------------------------------------------------ | ------------------ | ------------------ | ------------------ | ----------------------------------- | -------------- |
| Queen                                                              | - Date de sortie : 5 juillet 2019 - Label : MCA / Aldam production | 2                  | 7                  | 32                 | France : 200 000 équivalents ventes | 2x Platine     |
| Feed                                                               | - Date de sortie : 21 août 2020 - Label : Aldam production         | 1                  | 2                  | 45                 |                                     | Platine        |
| Happiness                                                          | - Date de sortie : 19 novembre 2021 - Label : Aldam production     | 15                 | 31                 | —                  |                                     | Or             |
| Page blanche                                                       | - Date de sortie : 3 mai 2024                                      | 5                  | 32                 | —                  |                                     |                |
| « — » indique que le titre n'est pas sorti ou classé dans le pays. |                                                                    |                    |                    |                    |                                     |                |

### Singles
| Titre                                                              | Année | Meilleure position | Meilleure position | Meilleure position | Ventes                                  | Certifications   | Album        |
| Titre                                                              | Année | FR                 | WA                 | CH                 | Ventes                                  | Certifications   | Album        |
| ------------------------------------------------------------------ | ----- | ------------------ | ------------------ | ------------------ | --------------------------------------- | ---------------- | ------------ |
| Mood                                                               | 2018  | 17                 | 64                 | —                  | France : 15 000 000 équivalents streams | France : Platine | Queen        |
| On Fleek (feat. Lartiste)                                          | 2018  | 1                  | 26                 | —                  | France : 30 000 000 équivalents streams | France : Diamant | Queen        |
| Bella                                                              | 2019  | 11                 | 54                 | —                  | France : 15 000 000 équivalents streams | France : Or      | Queen        |
| Alibi                                                              | 2019  | 33                 | 56                 | —                  | France : 15 000 000 équivalents streams | France : Or      | Queen        |
| Kitoko (feat. KeBlack & Naza)                                      | 2019  | 52                 | —                  | —                  | France : 15 000 000 équivalents streams | France : Platine | Queen        |
| Rodéo (feat. Kidaki)                                               | 2019  | 99                 | —                  | —                  |                                         |                  | Queen        |
| Chelou                                                             | 2020  | 34                 | 78                 | —                  |                                         |                  | Feed         |
| Lingo                                                              | 2020  | 77                 | Tip                | —                  |                                         |                  | Feed         |
| Cœur noir                                                          | 2020  | 2                  | 32                 | 87                 |                                         | France : Diamant | Feed         |
| Ciel                                                               | 2021  | 90                 | —                  | —                  |                                         | France : Or      | Happiness    |
| Seum                                                               | 2023  | 173                | —                  | —                  |                                         |                  | Page blanche |
| Bottega                                                            | 2024  | 22                 | 44                 | —                  |                                         | France : Or      | Page blanche |
| « — » indique que le titre n'est pas sorti ou classé dans le pays. |       |                    |                    |                    |                                         |                  |              |

### Autres chansons classées
| Titre                                                              | Année | Meilleure position | Ventes                                  | Certifications | Album |
| Titre                                                              | Année | FR                 | Ventes                                  | Certifications | Album |
| ------------------------------------------------------------------ | ----- | ------------------ | --------------------------------------- | -------------- | ----- |
| Jazz                                                               | 2019  | 15                 | France : 15 000 000 équivalents streams | France : Or    | Queen |
| Paname                                                             | 2019  | 74                 |                                         |                | Queen |
| Promenade des Anglais                                              | 2019  | 93                 |                                         |                | Queen |
| Balenciaga                                                         | 2019  | 129                |                                         |                | Queen |
| Smile                                                              | 2019  | 138                |                                         |                | Queen |
| PMD                                                                | 2019  | 144                |                                         |                | Queen |
| Flex                                                               | 2019  | 145                |                                         |                | Queen |
| Côté (feat. Still Fresh)                                           | 2019  | 146                |                                         |                | Queen |
| Fiable (feat. Franglish)                                           | 2019  | 156                |                                         |                | Queen |
| Etincelle                                                          | 2020  | 116                |                                         |                | Feed  |
| 4 Matic                                                            | 2020  | 124                |                                         |                | Feed  |
| Poizzz                                                             | 2020  | 125                |                                         |                | Feed  |
| Ennemi                                                             | 2020  | 158                |                                         |                | Feed  |
| VTC                                                                | 2020  | 198                |                                         |                | Feed  |
| Cendrillon (feat. Naza)                                            | 2020  | 130                |                                         |                | Feed  |
| « — » indique que le titre n'est pas sorti ou classé dans le pays. |       |                    |                                         |                |       |

### Collaborations
- 2019 : Lartiste feat. Eva - Matrixé (sur l'album Quartier Latin Vol. 1)
- 2019 : Kidaki feat. Eva - Insomnie
- 2020 : Lynda feat. Eva - Dinero (sur l'album Papillon)
- 2021 : Marwa Loud feat. Eva - Allô (sur l'album Again)
- 2021 : Hatik feat. Eva : Ça suffira (sur l'album Noyé)[18]
- 2022 : Ronisia feat Eva - Longue vie (sur l’album Ronisia)
- 2022 : RK feat Eva - Dis-moi (sur l’album mentalité)
- 2023 : Kayna Samet feat Eva - Une femme

## Télévision
- 2022 : The Voice Kids : co-coach, sur TF1
- 2018 - 2020 : Eva, dans son Mood, sur TFX

### En tant que participante
- 2018 : MyStory Jazz et Laurent : Le mariage : la sœur de Jazz, sur TFX
- 2018 : MyStory Jazz et Laurent : Un noël de rêve à Dubaï, sur TFX
- 2019 : MyStory Jazz et Laurent : La famille s'agrandit, sur TFX
- 2019 : JLC Family (saison 1) : L'incroyable été de Jazz et Laurent : la sœur de Jazz, sur TFX
- 2019 : JLC Family (saison 2) : La famille avant tout, sur TFX
- 2021 : JLC Family (saison 3) : Un nouveau départ, sur TFX
- 2021 : JLC Family (saison 4) : Retour aux sources, sur TFX
- 2022 : JLC Family (saison 5) : La fin ?, sur TFX
- 2022 : JLC Family (saison 6) : ensemble c’est tout, sur TFX
- 2022 : Danse avec les stars (saison 12) : candidate, sur TF1